# میرکو آلبرتازی
میرکو آلبرتازی (انگلیسی: Mirko Albertazzi؛ زادهٔ ۲۸ ژوئن ۱۹۹۷) بازیکن فوتبال است.
از باشگاه‌هایی که در آن بازی کرده‌است می‌توان به باشگاه فوتبال بولونیا اشاره کرد.